# Бурнашево (Бурятія)
Бурнашево (рос. Бурнашево) — село Тарбагатайського району, Бурятії Росії. Входить до складу Сільського поселення Десятниковське.
Населення — 245 осіб (2015 рік).